# Le Mans Series 2009
Navigation
Édition précédente Édition suivante
L'édition 2009 de Le Mans Series s'est déroulée du 5 avril au 13 septembre 2009 sur un total de cinq manches.

## Calendrier
| Manche | Course                  | Circuit           | Date         |
| ------ | ----------------------- | ----------------- | ------------ |
| 1      | 1 000 km de Catalogne   | Barcelone         | 5 avril      |
| 2      | 1 000 km de Spa         | Spa-Francorchamps | 10 mai       |
| 3      | 1 000 km d’Algarve      | Portimão          | 2 août       |
| 4      | 1 000 km du Nürburgring | Nürburgring       | 23 août      |
| 5      | 1 000 km de Silverstone | Silverstone       | 13 septembre |

## Résultats
Vainqueur du classement général en caractères gras
| Manche | Circuit     | Équipe victorieuse LMP1                          | Équipe victorieuse LMP2                          | Équipe victorieuse GT1                         | Équipe victorieuse GT2                        | Résultats |
| Manche | Circuit     | Pilotes victorieux LMP1                          | Pilotes victorieux LMP2                          | Pilotes victorieux GT1                         | Pilotes victorieux GT2                        | Résultats |
| ------ | ----------- | ------------------------------------------------ | ------------------------------------------------ | ---------------------------------------------- | --------------------------------------------- | --------- |
| 1      | Barcelone   | #007 Aston Martin Racing                         | #30 Racing Box                                   | #55 IPB Spartak Racing                         | #77 Team Felbermayr-Proton                    | résultats |
| 1      | Barcelone   | Jan Charouz Tomáš Enge Stefan Mücke              | Matteo Bobbi Andrea Piccini Thomas Biagi         | Peter Kox Roman Rusinov                        | Marc Lieb Richard Lietz                       | résultats |
| 2      | Spa         | #7 Team Peugeot Total                            | #31 Team Essex                                   | #72 Luc Alphand Aventures                      | #77 Team Felbermayr-Proton                    | résultats |
| 2      | Spa         | Nicolas Minassian Simon Pagenaud Christian Klien | Casper Elgaard Kristian Poulsen Emmanuel Collard | Luc Alphand Patrice Goueslard Yann Clairay     | Marc Lieb Richard Lietz Horst Felbermayr, Sr. | résultats |
| 3      | Portimão    | #16 Pescarolo Sport                              | #40 Quifel ASM Team                              | #72 Luc Alphand Aventures                      | #92 JMW Motorsport                            | résultats |
| 3      | Portimão    | Jean-Christophe Boullion Christophe Tinseau      | Miguel Amaral Olivier Pla                        | Julien Jousse Patrice Goueslard Yann Clairay   | Robert Bell Gianmaria Bruni                   | résultats |
| 4      | Nürburgring | #007 Aston Martin Racing                         | #40 Quifel ASM Team                              | #72 Larbre Compétition                         | #77 Team Felbermayr-Proton                    | résultats |
| 4      | Nürburgring | Jan Charouz Tomáš Enge Stefan Mücke              | Miguel Amaral Olivier Pla                        | Roland Bervillé Sébastien Dumez Laurent Groppi | Marc Lieb Richard Lietz                       | résultats |
| 5      | Silverstone | #10 Team Oreca AIM                               | #33 Speedy Racing Sebah                          | #60 Gigawave Motorsport                        | #92 JMW Motorsport                            | résultats |
| 5      | Silverstone | Olivier Panis Nicolas Lapierre                   | Benjamin Leuenberger Xavier Pompidou Jonny Kane  | Ryan Sharp Peter Kox                           | Robert Bell Gianmaria Bruni                   | résultats |

## Classement écuries

### Classement LMP1
| Pos | No  | Équipe                   | Châssis                  | Moteur                  | 1  | 2 | 3  | 4  | 5  | pénalité | Total |
| --- | --- | ------------------------ | ------------------------ | ----------------------- | -- | - | -- | -- | -- | -------- | ----- |
| 1   | 007 | Aston Martin Racing      | Lola-Aston Martin B09/60 | Aston Martin 6.0 L V12  | 10 | 6 | 8  | 11 | 6  | -2       | 39    |
| 2   | 16  | Pescarolo Sport          | Pescarolo 01             | Judd GV5.5 S2 5.5 L V10 | 8  | 8 | 10 | 0  | 0  |          | 26    |
| 3   | 10  | Team Oreca Matmut AIM    | Courage-Oreca LC70E      | AIM YS5.5 5.5 L V10     | 6  |   |    |    |    |          | 23    |
| 3   | 10  | Team Oreca Matmut AIM    | Oreca 01                 | AIM YS5.5 5.5 L V10     |    | 0 | 6  |    | 11 |          | 23    |
| 4   | 009 | Aston Martin Racing      | Lola-Aston Martin B09/60 | Aston Martin 6.0 L V12  | 0  | 4 | 4  | 8  | 5  |          | 21    |
| 5=  | 13  | Speedy Racing Team Sebah | Lola B08/60              | Aston Martin 6.0 L V12  | 2  | 1 | 0  | 3  | 8  |          | 14    |
| 5=  | 12  | Signature                | Courage-Oreca LC70E      | Judd GV5.5 S2 5.5 L V10 | 5  | 0 | 3  | 4  | 2  |          | 14    |

### Classement LMP2
| Pos | No | Équipe                   | Châssis               | Moteur               | 1  | 2 | 3  | 4  | 5  | pénalité | Total |
| --- | -- | ------------------------ | --------------------- | -------------------- | -- | - | -- | -- | -- | -------- | ----- |
| 1   | 40 | Quifel ASM Team          | Ginetta-Zytek GZ09S/2 | Zytek ZG348 3.4 L V8 | 8  | 2 | 11 | 11 | 1  |          | 33    |
| 2   | 33 | Speedy Racing Team Sebah | Lola B08/80           | Judd DB 3.4 L V8     | 2  | 8 | 4  | 2  | 10 | -2       | 24    |
| 3   | 29 | Racing Box               | Lola B08/80           | Judd DB 3.4 L V8     | 7  | 0 | 8  | 8  |    |          | 23    |
| 4   | 30 | Racing Box               | Lola B08/80           | Judd DB 3.4 L V8     | 10 | 0 | 5  | 3  |    | -2       | 16    |
| 5   | 41 | GAC Racing Team          | Zytek 07S/2           | Zytek ZG348 3.4 L V8 | 1  | 0 | 6  | 4  | 4  |          | 15    |

### Classement GT1
| Pos | No | Équipe                | Châssis                     | Moteur                   | 1  | 2  | 3  | 4  | 5  | pénalité | Total |
| --- | -- | --------------------- | --------------------------- | ------------------------ | -- | -- | -- | -- | -- | -------- | ----- |
| 1   | 72 | Luc Alphand Aventures | Chevrolet Corvette C6.R     | Chevrolet LS7.R 7.0 L V8 | 9  | 10 | 11 | 8  | 6  |          | 44    |
| 2   | 50 | Larbre Compétition    | Saleen S7-R                 | Ford 7.0 L V8            | 6  |    | 8  | 11 | 9  |          | 34    |
| 3   | 55 | IPB Spartak Racing    | Lamborghini Murciélago R-GT | Lamborghini 6.0 L V12    | 10 | 8  |    |    |    |          | 18    |
| 4   | 60 | Gigawave Motorsport   | Aston Martin DBR9           | Aston Martin 6.0 L V12   |    |    |    |    | 10 |          | 10    |
| 5   | 66 | Jetalliance Racing    | Aston Martin DBR9           | Aston Martin 6.0 L V12   |    | 7  |    |    |    |          | 7     |

### Classement GT2
| Pos | No | Équipe                    | Châssis                   | Moteur               | 1  | 2  | 3  | 4  | 5  | pénalité | Total |
| --- | -- | ------------------------- | ------------------------- | -------------------- | -- | -- | -- | -- | -- | -------- | ----- |
| 1   | 77 | Team Felbermayr Proton    | Porsche 911 GT3 RSR (997) | Porsche 4.0 L Flat-6 | 10 | 11 | 2  | 10 | 3  |          | 36    |
| 2   | 92 | JMW Motorsport            | Ferrari F430 GTC          | Ferrari 4.0 L V8     | 9  | 6  | 10 | 0  | 10 |          | 35    |
| 3   | 84 | Team Modena               | Ferrari F430 GTC          | Ferrari 4.0 L V8     | 4  | 8  | 6  | 1  | 5  |          | 24    |
| 4   | 90 | FBR                       | Ferrari F430 GTC          | Ferrari 4.0 L V8     | 5  | 5  | 5  | 6  | 0  |          | 21    |
| 5   | 89 | Hankook Farnbacher Racing | Ferrari F430 GTC          | Ferrari 4.0 L V8     | 6  | 0  | 4  | 6  | 4  |          | 20    |

## Championnat pilotes

### Classement LMP1
| Pos | Pilote                   | Équipe              | 1  | 2 | 3  | 4  | 5 | pénalité | Total |
| --- | ------------------------ | ------------------- | -- | - | -- | -- | - | -------- | ----- |
| 1=  | Jan Charouz              | Aston Martin Racing | 10 | 6 | 8  | 11 | 6 | -2       | 39    |
| 1=  | Tomáš Enge               | Aston Martin Racing | 10 | 6 | 8  | 11 | 6 | -2       | 39    |
| 1=  | Stefan Mücke             | Aston Martin Racing | 10 | 6 | 8  | 11 | 6 | -2       | 39    |
| 4=  | Jean-Christophe Boullion | Pescarolo Sport     | 8  | 8 | 10 | 0  | 0 |          | 26    |
| 4=  | Christophe Tinseau       | Pescarolo Sport     | 8  | 8 | 10 | 0  | 0 |          | 26    |

### Classement LMP2
| Pos | Pilote            | Équipe                   | 1 | 2 | 3  | 4  | 5  | pénalité | Total |
| --- | ----------------- | ------------------------ | - | - | -- | -- | -- | -------- | ----- |
| 1=  | Miguel Amaral     | Quifel ASM Team          | 8 | 2 | 11 | 11 | 1  |          | 33    |
| 1=  | Olivier Pla       | Quifel ASM Team          | 8 | 2 | 11 | 11 | 1  |          | 33    |
| 3=  | Xavier Pompidou   | Speedy Racing Team Sebah | 2 | 8 | 4  | 2  | 10 | -2       | 24    |
| 3=  | Jonny Kane        | Speedy Racing Team Sebah | 2 | 8 | 4  | 2  | 10 | -2       | 24    |
| 5=  | Andrea Ceccato    | Racing Box               | 7 | 0 | 8  | 8  |    |          | 23    |
| 5=  | Filippo Francioni | Racing Box               | 7 | 0 | 8  | 8  |    |          | 23    |
| 5=  | Giacomo Piccini   | Racing Box               | 7 | 0 | 8  | 8  |    |          | 23    |

### Classement GT1
| Pos | Pilote            | Équipe                | 1  | 2  | 3  | 4  | 5  | pénalité | Total |
| --- | ----------------- | --------------------- | -- | -- | -- | -- | -- | -------- | ----- |
| 1=  | Patrice Goueslard | Luc Alphand Aventures | 9  | 10 | 11 | 8  | 6  |          | 44    |
| 1=  | Yann Clairay      | Luc Alphand Aventures | 9  | 10 | 11 | 8  | 6  |          | 44    |
| 3   | Roland Bervillé   | Larbre Compétition    | 6  |    | 8  | 11 | 9  |          | 34    |
| 4   | Peter Kox         | IPB Spartak Racing    | 10 | 8  |    |    |    |          | 28    |
| 4   | Peter Kox         | Gigawave Motorsport   |    |    |    |    | 10 |          | 28    |
| 5   | Julien Jousse     | Luc Alphand Aventures |    |    | 11 | 8  | 6  |          | 25    |

### Classement GT2
| Pos | Pilote          | Équipe                 | 1  | 2  | 3  | 4  | 5  | pénalité | Total |
| --- | --------------- | ---------------------- | -- | -- | -- | -- | -- | -------- | ----- |
| 1=  | Marc Lieb       | Team Felbermayr-Proton | 10 | 11 | 2  | 10 | 3  |          | 36    |
| 1=  | Richard Lietz   | Team Felbermayr-Proton | 10 | 11 | 2  | 10 | 3  |          | 36    |
| 3=  | Robert Bell     | JMW Motorsport         | 9  | 6  | 10 | 0  | 10 |          | 35    |
| 3=  | Gianmaria Bruni | JMW Motorsport         | 9  | 6  | 10 | 0  | 10 |          | 35    |
| 5=  | Antonio García  | Team Modena            | 4  | 8  | 6  | 1  | 5  |          | 24    |
| 5=  | Leo Mansell     | Team Modena            | 4  | 8  | 6  | 1  | 5  |          | 24    |